# 영자의 전성시대 2
"영자의 전성시대 2"는 한국에서 제작된 심재석 감독의 1982년 영화이다. 정희 등이 주연으로 출연하였고 김원두 등이 제작에 참여하였다.

## 출연

### 주연
- 정희
- 송영춘
- 김동현
- 김을동

## 기타
- 원작자: 조선작
- 조명: 손한수
- 녹음: 김성찬